# سارة إسماعيل
سارة إسماعيل محمد (من مواليد 23 يناير 1999) هي لاعب كرة قدم تلعب دور لاعبة خط وسط. ولدت ونشأت في إسبانيا لأب مصري وأم إسبانية، وهي ممثلة لفريق المنتخب الوطني المصري للسيدات.

## حياتها
بدأت لعب كرة القدم في سن الثانية عشرة. بدأت سارة مسيرتها المهنية مع الفريق الإسباني برشلونة ب للسيدات، ولعبت للنادي خلال جائحة فيروس كورونا. خلال موسم 2017/18، تعرضت لإصابتين أثناء لعبها للنادي. أثناء لعبها للنادي، تمكنت من التدرب مع الفريق الأول لفريق برشلونة. تميزت مسيرتها المهنية بالإصابات. في عام 2022، وقعت عقدًا مع الفريق الإسباني نادي سرقسطة لكرة القدم للسيدات.

## دوري كوينز
كانت سارة أول لاعبة اختيرت في مسودة دوري كوينز أويشو. اختيرت من قبل فريق أنيكيلادوراس إف سي إسبي. في سبتمبر 2023، لم تلعب في الجولة الثالثة من كأس الملكة بسبب استدعائهم لمنتخب مصر، لكن الفريق سيواصل حصد لقبه الأول بفوزه على سايانز إف سي في نهائي الكأس، الذي أقيم في 14 أكتوبر في ملعب لا روزاليدا في مالقة.

## المهنة الدولية
مثلت سارة منتخب مصر لكرة القدم للسيدات دوليًا.

## الأهداف الدولية
|    | تاريخ          | المكان                       | الخصم | نتيجة | نتيجة | مسابقة |
| -- | -------------- | ---------------------------- | ----- | ----- | ----- | ------ |
| 1. | 19 فبراير 2023 | ملعب فؤاد شهاب، جونيه، لبنان | لبنان | 1–0   | 2–1   | ودية   |
| 2. | 22 فبراير 2023 | ملعب فؤاد شهاب، جونيه، لبنان | لبنان | 1–0   | 2-1   | ودية   |